# Campionati del mondo di atletica leggera 1987 - 5000 metri piani
La gara dei 5000 metri piani maschili dei Campionati del mondo di atletica leggera 1987 si è svolta tra il 4 settembre e il 6 settembre.

## Podio
| Pos.    | Atleta          | Nazionalità | Tempo    |
| ------- | --------------- | ----------- | -------- |
| Oro     | Saïd Aouita     | Marocco     | 13'26"44 |
| Argento | Domingos Castro | Portogallo  | 13'27"59 |
| Bronzo  | Jack Buckner    | Regno Unito | 13'27"74 |

## Situazione pre-gara

### Record
Prima di questa competizione, il record del mondo (RM) e il record dei campionati (RC) erano i seguenti:
| Record                | Prestazione | Atleta                 | Data                              | Competizione  |
| --------------------- | ----------- | ---------------------- | --------------------------------- | ------------- |
| Record mondiale       | 12'58"39    | Saïd Aouita Marocco    | 22 luglio 1987 Roma, Italia       |               |
| Record dei campionati | 13'28"53    | Eamonn Coghlan Irlanda | 7 agosto 1983 Helsinki, Finlandia | Mondiali 1983 |

### Campioni in carica
I campioni in carica a livello olimpico e mondiale erano:
| Campione | Atleta                 | Prestazione | Data                                    | Competizione         |
| -------- | ---------------------- | ----------- | --------------------------------------- | -------------------- |
| Olimpico | Saïd Aouita Marocco    | 13'05”59    | 11 agosto 1984 Los Angeles, Stati Uniti | Giochi olimpici 1984 |
| Mondiale | Eamonn Coghlan Irlanda | 13'28"53    | 7 agosto 1983 Helsinki, Finlandia       | Mondiali 1983        |

### La stagione
Prima di questa gara, gli atleti con le migliori tre prestazioni dell'anno erano:
| Pos. | Atleta                     | Prestazione | Data                            |
| ---- | -------------------------- | ----------- | ------------------------------- |
| 1    | Saïd Aouita Marocco        | 12'58"39    | 22 luglio 1987 Roma, Italia     |
| 2    | Jack Buckner Regno Unito   | 13'10"48    | 19 agosto 1987 Zurigo, Svizzera |
| 3    | José Luis González Somalia | 13'12"34    | 4 luglio 1987 Oslo, Norvegia    |

## Risultati[3][4]

### Turni eliminatori
| 2 Semifinali | 4 settembre | 18 + 18        | Si qualificano i primi 5 (Q)+ i 5 migliori tempi (q). |
| Finale       | 6 settembre | 15 concorrenti |                                                       |

### Semifinali
Venerdì 4 settembre 1987
| Pos. | Atleta              | Nazione     | Tempo    | Note |
| ---- | ------------------- | ----------- | -------- | ---- |
| 1    | Saïd Aouita         | Marocco     | 13'28"63 | Q    |
| 2    | Domingos Castro     | Portogallo  | 13'28"68 | Q    |
| 3    | Frank O'Mara        | Irlanda     | 13'28"79 | Q    |
| 4    | Sydney Maree        | Stati Uniti | 13'28"86 | Q    |
| 5    | Abel Antón          | Spagna      | 13'28"92 | Q    |
| 6    | Tim Hutchings       | Regno Unito | 13'29"06 | q    |
| 7    | Vincent Rousseau    | Belgio      | 13'29"74 | q    |
| 8    | Doug Padilla        | Stati Uniti | 13'30"16 |      |
| 9    | Markus Ryffel       | Svizzera    | 13'33"07 |      |
| 10   | Jonny Danielson     | Svezia      | 13'35"69 |      |
| 11   | Zhang Guowei        | Cina        | 13'40"46 |      |
| 12   | Juma Mnyampanda     | Tanzania    | 13'42"57 |      |
| 13   | Kozu Akutsu         | Giappone    | 13'46"29 |      |
| 14   | Omar Aguilar        | Cile        | 13'52"59 |      |
| 15   | Hugo García         | Guatemala   | 14'08"72 |      |
| 16   | Miguel Angel Vargas | Costa Rica  | 14'59"32 |      |
| 17   | Salvatore Antibo    | Italia      | dns      |      |
| 18   | Wodajo Bulti        | Etiopia     | dns      |      |

| Pos. | Atleta               | Nazione        | Tempo    | Note |
| ---- | -------------------- | -------------- | -------- | ---- |
| 1    | John Ngugi           | Kenya          | 13'22"68 | Q    |
| 2    | Dionísio Castro      | Portogallo     | 13'23"12 | Q    |
| 3    | Pierre Délèze        | Svizzera       | 13'24"07 | Q    |
| 4    | Evgeni Ignatov       | Bulgaria       | 13'24"42 | Q    |
| 5    | Jack Buckner         | Regno Unito    | 13'24"56 | Q    |
| 6    | Steve Ovett          | Regno Unito    | 13'28"68 | q    |
| 7    | John Treacy          | Irlanda        | 13'28"89 | q    |
| 8    | Carey Nelson         | Canada         | 13'29"20 | q    |
| 9    | Haji Bulbula         | Etiopia        | 13'31"06 |      |
| 10   | Brahim Boutayeb      | Marocco        | 13'32"73 |      |
| 11   | Herbert Stephan      | Germania Ovest | 13'34"68 |      |
| 12   | Pascal Thiebaut      | Francia        | 13'38"97 |      |
| 13   | José Manuel Abascal  | Spagna         | 13'59"68 |      |
| 14   | John Gregorek        | Stati Uniti    | 14'01"02 |      |
| 15   | Thabiso Paul Moqhali | Lesotho        | 14'39"68 |      |
| 16   | Masini Situ-Kubanza  | Zaire          | 14'50"39 |      |
| 17   | Abdalla Washali      | Yemen          | 15'42”10 |      |
| 18   | Atsou Amewouho       | Togo           | 16'16”41 |      |

### Finale
Domenica 6 settembre 1987
| Pos.    | Atleta           | Età | Nazione     | Tempo    | Nota |
| ------- | ---------------- | --- | ----------- | -------- | ---- |
| Oro     | Saïd Aouita      | 27  | Marocco     | 13'26"44 |      |
| Argento | Domingos Castro  | 23  | Portogallo  | 13'27"59 |      |
| Bronzo  | Jack Buckner     | 25  | Regno Unito | 13'27"74 |      |
| 4       | Pierre Délèze    | 29  | Svizzera    | 13'28"06 |      |
| 5       | Vincent Rousseau | 25  | Belgio      | 13'28"56 |      |
| 6       | Evgeni Ignatov   | 29  | Bulgaria    | 13'29"68 |      |
| 7       | Tim Hutchings    | 28  | Regno Unito | 13'30"01 |      |
| 8       | Dionísio Castro  | 23  | Portogallo  | 13'30"94 |      |
| 9       | Frank O'Mara     | 27  | Irlanda     | 13'32"04 |      |
| 10      | Steve Ovett      | 31  | Regno Unito | 13'33"49 |      |
| 11      | Sydney Maree     | 30  | Stati Uniti | 13'33"78 |      |
| 12      | John Ngugi       | 25  | Kenya       | 13'34"04 |      |
| 13      | John Treacy      | 30  | Irlanda     | 13'41"03 |      |
| 14      | Abel Antón       | 24  | Spagna      | 13'43"58 |      |
| 15      | Carey Nelson     | 24  | Canada      | 13'43"81 |      |